# الدوري البولندي لكرة اليد للسيدات
الدوري البولندي لكرة اليد للسيدات هو دوري لأندية كرة اليد للسيدات في بولندا تأسس في سنة 1939 تلعب فيه 12 فريقا. يتم تنظيمه من قبل الاتحاد البولندي لكرة اليد.